# Raquel Meroño Coello
Raquel Meroño Coello (Madrid, 8 d'agost de 1975) és una actriu i presentadora espanyola.

## Biografia
Va començar la seva carrera professional als 16 anys passant models. Va compaginar durant un temps els seus estudis de periodisme amb esporàdics treballs en publicitat o televisió.
Va fer els seus primers passos dins de la pantalla petita com a hostessa del concurs Uno para todas. Més tard, el 1996, va presentar l'espai Pelotas fuera (1996), d'Antena 3 i el 1997, va ser membre del jurat del programa de la mateixa cadena Menudas estrellas.
Va fer un paper durant diverses temporades (entre 1998 i 2001) en la sèrie juvenil de Al salir de clase, on va ser Paloma. El seu següent projecte televisiu va ser en 2001, el serial Esencia de poder (a Telecinco igual que l'anterior). L'any 2003, decideix donar un petit descans a la seva carrera, encara que en el 2004 arribaria, el paper de Julia en la sèrie Paco y Veva de TVE. I en 2005 va participar en un episodi d' Aída.
Ha treballat en diverses pel·lícules italianes i en altres espanyoles com Airbag.
En març de 2006 formà part del repartiment de Con dos tacones, ssèrie per a Televisió Espanyola, en la qual donava vida al personatge de Mónica, la directora de campanya d'un alcalde, exmarit d'una de les seves amigues.
A la fi del mateix any va donar a llum a les seves filles bessones, Daniela i Martina, fruit de la seva relació amb el seu company sentimental. Després de donar a llum a les seves dues filles, va decidir allunyar-se durant un temps dels escenaris per a centrar-se en la seva vida privada i les seves filles.
A la fi de 2008, va decidir recuperar la seva faceta d'actriu en la sèrie de Telecinco, Yo soy Bea, interpretant el paper d'Isabel Rocamora, la nova directora de continguts de Bulevar 21.
Actualment dirigeix un negoci d'organització d'esdeveniments privats.

## Filmografia

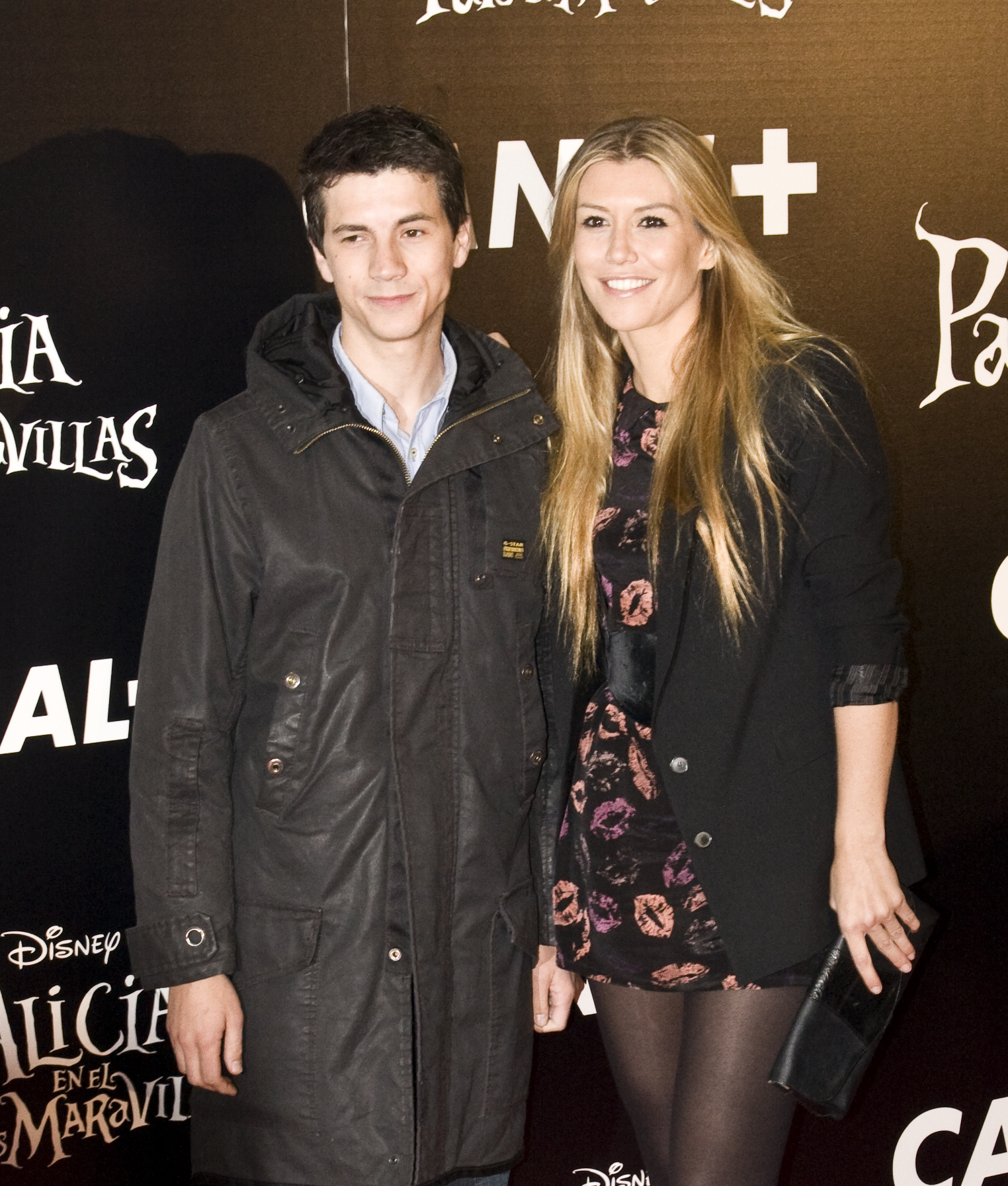
Raquel Meroño amb Marco Martínez (2010).

### Com a actriu

#### Cinema
- Airbag (1997), de Juanma Bajo Ulloa.
- Dagon, la secta del mar (2001), de Stuart Gordon.
- The Mark (2003), de Mariano Equizzi.
- El año que trafiqué con mujeres (2005), de Jesús Font.
- Bajo aguas tranquilas (2005), de Brian Yuzna.
- Proyecto Cassandra (2005), de Xavier Manich.

#### Televisió
| Any         | Títol             | Paper           | Cadena    | Notes        |
| ----------- | ----------------- | --------------- | --------- | ------------ |
| 1998 - 2000 | Médico de familia | Elke            | Telecinco | 1 episodi    |
| 1998 - 2000 | Al salir de clase | Paloma García   | Telecinco | 390 episodis |
| 2001        | Esencia de poder  | Cristina Rivera | Telecinco | 23 episodis  |
| 2001 - 2002 | Paraíso           | Elvira          | La 1      | 2 episodis   |
| 2004        | Paco y Veva       | Laura           | La 1      | 18 episodis  |
| 2005        | Aída              | Emma            | Telecinco | 1 episodi    |
| 2006        | Con dos tacones   | Mónica          | La 1      | 11 episodis  |
| 2008 - 2009 | Yo soy Bea        | Isabel Rocamora | Telecinco | 144 episodis |
| 2012 - 2013 | Arrayán           | Begoña          | Canal Sur | 45 episodis  |
| 2016        | Paquita Salas     | Ella mateixa    | Flooxer   | 1 episodi    |

### Com a presentadora
- Dobles parejas (1996), amb Santiago Segura, a Antena 3.
- Pelotas fuera (1996), a Antena 3.
- Menudas estrellas (1996), a Antena 3.
- ¿Quién vive ahí? (2010), a La Sexta